# Billie Reed
Billie Reed is een personage uit de soapserie Days of our Lives. De rol is door drie actrices gespeeld. De meest recente was Julie Pinson (2004-2008).

## Personagebeschrijving
Billies echte naam is niet Billie Holliday Reed. Dat is de naam die haar vader Curtis Reed aan haar gegeven heeft. Haar echte naam is onbekend, bekend is alelen dat haar echte familienaam Brown is. Toen haar moeder Kate Roberts een affaire had met Bill Horton en zwanger werd van hem ontvoerde Curtis de kinderen, gaf hun een andere naam en zei tegen Kate dat ze dood waren.

### Lisa Rinna (1992-1995)
Billie kwam in 1992 naar Salem. Ze was een professionele zangeres, maar door haar cocaïneverslaving werd haar reputatie verwoest. Billie dacht dat haar vader dood was en had haar moeder nooit gekend. Haar enig familielid in Salem was haar broer Austin. Billie werd bevriend met Carrie Brady. Het duurde een tijdje vooraleer Billie van de drugs afgekickt was.
Ze besloot haar leven een andere wending te geven en een eigen cosmeticabedrijf op te richten, Countess Wilhelmina. Ze overtuigde Maggie en Alice Horton om in haar bedrijf te investeren. Kate Roberts kocht Countess Wilhelmina over om Billie dwars te zitten. Later dat jaar werd Billie bevriend met Tony DiMera (in feite André DiMera). Hij kocht 49% van de aandelen van Titan Industries en bracht Billie aan boord om de afdeling Countess Wilhelmina te leiden. Billie leerde Bo Brady kennen en werd verliefd op hem.
Billies dood gewaande vader Curtis kwam naar Salem. Hij was een slechte vader en had Billie als een jong meisje verkracht en maakte haar verslaafd aan drugs. Curtis werd vermoord, door Stefano DiMera, maar het was Billie die hiervoor gearresteerd werd. Billie wilde niet dat Bo zou weten dat Curtis haar vader was en vroeg aan Austin om te zwijgen. Ze dacht dat als Bo dit zou weten hij niet meer van haar zou houden. Bo was ook verliefd op Billie en vastberaden om haar onschuld te bewijzen.
Billie en Austin waren allebei in shock toen Laura Horton op het proces onthulde dat Kate met Curtis getrouwd was. Billie gaf uiteindelijk toe dat Curtis haar vader was. Toen aan het licht kwam dat Stefano Curtis vermoord had uit zelfverdediging werd Billie vrijgesproken. Billie en Austin werden nu ook verenigd met hun moeder Kate waarvan ze dachten dat zij hen in de steek had gelaten. Kate zei hun dat Curtis gezegd had dat ze door een auto-ongeluk om het leven waren gekomen.
Bo en Billie wilden trouwen op nieuwjaarsdag, maar ze kwamen bijna om het leven door een vallende kandelaar. Voor een liefdadigheidsevenement dat Kristen Blake organiseerde gingen Kristen, Tony, Peter, Jennifer, Bo en Billie naar New Orleans. Bilie zag een vrouw en herkende in haar de overleden vrouw van Bo, Hope Williams, maar niemand geloofde haar. Hope was inderdaad levend en wel en woonde op Maison Blanche onder de naam Gina. Maison Blanche was een groot landhuis van Stefano. Door toedoen van Celeste Perrault brandde Maison Blanche af. Hope kon gered worden door John Black, die gevangen gehouden werd in Maison Blanche. Ze had echter geen geheugen meer en ze zei dat ze Gina heette. Stefano claimde dat hij aanvankelijk niet wist wie Hope was omdat ze littekens had, hij heeft haar jaren verzorgd. Gina ging mee naar Salem waar Alice Horton meteen haar kleindochter herkende. Al de anderen weigerden echter te geloven dat Gina Hope was en Bo liet haar zelfs niet in de buurt van Shawn-D.
Een jaar ging voorbij en Gina was gewend aan het leven in Salem. Ze had vrienden gemaakt, waaronder Billie. Gina deed opnieuw examen voor politieagent en maakte dezelfde fouten als Hope in het verleden gemaakt had. Alice wist uiteindelijk raad, ze had een puzzeldoos van Hope. De doos zat op slot en enkel Hope wist hoe ze die moest openen. Toen Gina de doos opende lag er een briefje in dat Hope aan Bo geschreven had op hun trouwdag. Hij las het luidop en Hope kon elk woord meezeggen zonder te kijken. Er was geen twijfel meer, Gina was Hope.
Bo stond nu voor een hartverscheurende keuze. Hij koos er uiteindelijk voor om bij Billie te blijven omdat hij dacht dat Hope de afwijzing wel kon aanvaarden en Billie niet. Hope stemde in met een echtscheiding en Bo trouwde met Billie.
Hope werd gegijzeld door twee gangsters en net voor ze bewusteloos geslagen werd kon ze nog naar het politiekantoor bellen om te zeggen waar ze was. Bo arriveerde net op tijd om Hope te redden uit een brandend pakhuis. Toen hij haar probeerde te reanimeren werden zijn gevoelens duidelijk, hij wilde haar niet opnieuw verliezen. Billie zag in dat haar huwelijk met Bo een vergissing was, omdat hij nog van Hope hield en besloot Salem te verlaten.

### Krista Allen (1996-1999)
Billie keerde terug in 1996 en trok in het Kiriakis-huis bij haar moeder in. Ze begon afspraakjes te maken met Franco Kelly, wat Bo niet zinde. Bo zei dat Franco gevaarlijk was, maar Hope beschuldigde hem ervan jaloers te zijn. Op de trouwdag van Bo en Hope viel Bo in ijskoud water en Billie nam hem in huis, om onderkoeling te voorkomen kleedde ze hem uit en legde hem in haar bed. Dan kwam Hope binnen en dacht dat ze met elkaar naar bed geweest waren en ze blies de bruiloft af. Daarna begon Hope met Franco Kelly om te gaan, die door Kate betaald werd om Bo en Hope uit elkaar te houden. Franco was verliefd op Hope, maar zij voelde enkel vriendschap voor hem.
Billie en Bo werkten samen undercover aan een drugszaak in Salem. Shawn-D werd neergeschoten door drugsdealers en de drugsbaron J.L. King wilde Bo’s loyauteit testen waardoor Bo met Billie moest trouwen. Door een samenloop van omstandigheden werd Hope bruidsmeisje en Franco Kelly getuige van Bo. Omdat Bo dacht dat Hope niet meer van hem hield consumeerde hij zijn huwelijk met Billie en zij werd zwanger. Tijdens de undercover in Italië werd Billie opnieuw verslaafd en zag waanbeelden van haar vader die haar pestte en uitlachte.
Nadat Bo en Billie in de moerassen van Louisiana op zoek waren naar het verleden van Hope beviel Billie van een dochter, Georgia. Ze beviel te vroeg en Georgia stierf, Billie gaf de schuld hiervan aan Hope omdat ze een ruzie had gehad met haar. Hope kreeg hierdoor een enorm schuldgevoel en dit hield Bo en Hope uit elkaar. Dan kreeg Billie een poederdoos in handen die van prinses Gina was, ze wist dat Hope deze zocht en hield deze voor haar verborgen. Billie flirtte met Roman Brady maar ook dat werd niets. Dan zette ze haar zinnen op de knappe Nicholas Alamain, die echter meer oog had voor haar moeder. Billie was jaloers en wilde Victor Kiriakis op de hoogte brengen, maar besloot dat uiteindelijk toch niet te doen en in 1999 besloot ze om Salem opnieuw te verlaten.

### Lisa Rinna (2002-2003)
Billie keerde terug in 2002 en ging bij de politie werken, tot groot ongenoegen van Hope. Billie zwoer echter dat haar motieven puur waren en dat ze geen problemen wilde veroorzaken voor Bo en Hope. Ze had een korte relatie met Jack Deveraux, die echter nooit iets betekende. Billies doel om terug naar Salem te keren was om net wel voor problemen te zorgen in het huwelijk van Bo en Hope. Ze hielp Larry Welch met de ontvoering van Hope en Zack omdat ze dacht dat Larry voor de ISA werkte. Ze kon er echter niet tegen om te zien dat Bo hieronder leed en verzette zich tegen Larry, die haar neerschoot. Ze overleefde en besloot om Salem opnieuw te verlaten, begin 2003. Op aanraden van Roman ging ze voor de ISA in Londen werken.
Begin 2004 nadat de seriemoordenaar al zes slachtoffers gemaakt had kreeg Bo een bericht van haar dat ze wist wie de moordenaar was. Billie was echter spoorloos verdwenen en Bo wilde haar niet zoeken omdat hij de moordenaar wilde vatten.

### Julie Pinson (2004-2008)
Toen Bo de slachtoffers van de seriemoordenaar probeerde te redden op het eiland Melaswen, waar iedereen levend en wel opdook, kwam hij Billie tegen. Samen hielpen ze de anderen en ze keerden terug naar Salem. Billie wilde opnieuw vertrekken, maar dan vertelde Bo dat hij op de diskette, die ze van het eiland meegesmokkeld hadden, informatie gevonden had waaruit bleek dat hun dochter Georgia niet overleden was bij de geboorte. Bo en Billie gingen op zoek naar hun dochter, die nu zestien zou zijn. Nadat ze het DiMera-kasteel in Europa doorzocht hadden, ontdekten ze dat Georgia als kind was geadopteerd en nu in Salem woonde. Hope was niet blij met deze nieuwe link tussen Billie en Bo, maar probeerde haar man te steunen.
De zoektocht naar Georgia stagneerde en Billie begon haar aandacht op iets anders te richten. Nadat Chelsea Benson, een vriendinnetje van Abby Deveraux, betrokken was in een zwaar accident, waarbij haar ouders om het leven gekomen waren, nam Billie de tiener in huis toen ze vernam dat haar familie zo goed als geen geld had om voor haar te zorgen. Billie en Chelsea trokken in bij Patrick Lockhart en kort daarna ontdekten ze dat Chelsea de dochter van Billie was. Chelsea kon Billie echter niet uitstaan, maar ze kregen uiteindelijk toch een hechte band.
Zack, de zoon van Bo en Hope, kwam om het leven nadat hij werd aangereden door een auto. Al snel werd duidelijk dat Chelsea de chauffeur was. Billie deed er alles aan om haar dochter te beschermen en Bo werd verscheurd door de twee vrouwen in zijn leven. Chelsea manipuleerde Billie door te laten blijken dat zij en Bo geslapen hadden en dat Hope hierbij uit kwam. Billie had hier spijt van en gaf dit in de rechtbank toe toen Hope van Bo wilde scheiden.
Billie zei dat ze vond dat Bo en Hope samen hoorden en dat ze niet wilde proberen hen uit elkaar te halen, tegen de wil van Chelsea in. Daarna werd Billie opnieuw verliefd op een man die niet vrij was, Steve Johnson. Hij voelde de druk van Kayla om zijn geheugen terug te krijgen en rebelleerde door met Billie af te spreken. Nadat Steve zijn geheugen weer terug had ging hij terug naar Kayla.
Billie was depressief en begon te drinken. Nick Fallon kwam op bezoek en vroeg haar advies over Chelsea. Billie en Nick hadden seks en Chelsea was woedend toen ze dit vernam en het duurde even om haar te vergeven.
Daarna begon ze te werken op de campus van de universiteit. Ze gebruikte haar connecties om Tyler Kiriakis, de zoon van Philip terug te vinden.
Nadat Victor haar een baan aanbood bij Titan in Engeland, verliet ze Salem opnieuw.